# 鹿兒島城
鹿兒島城是位於日本鹿兒島縣鹿兒島市城山山麓的城堡。是一座平山城，別名是「鶴丸城」，被鹿兒島縣指定為鹿兒島縣定古蹟，江戶時代是薩摩藩藩主島津氏的居城。

## 歷史

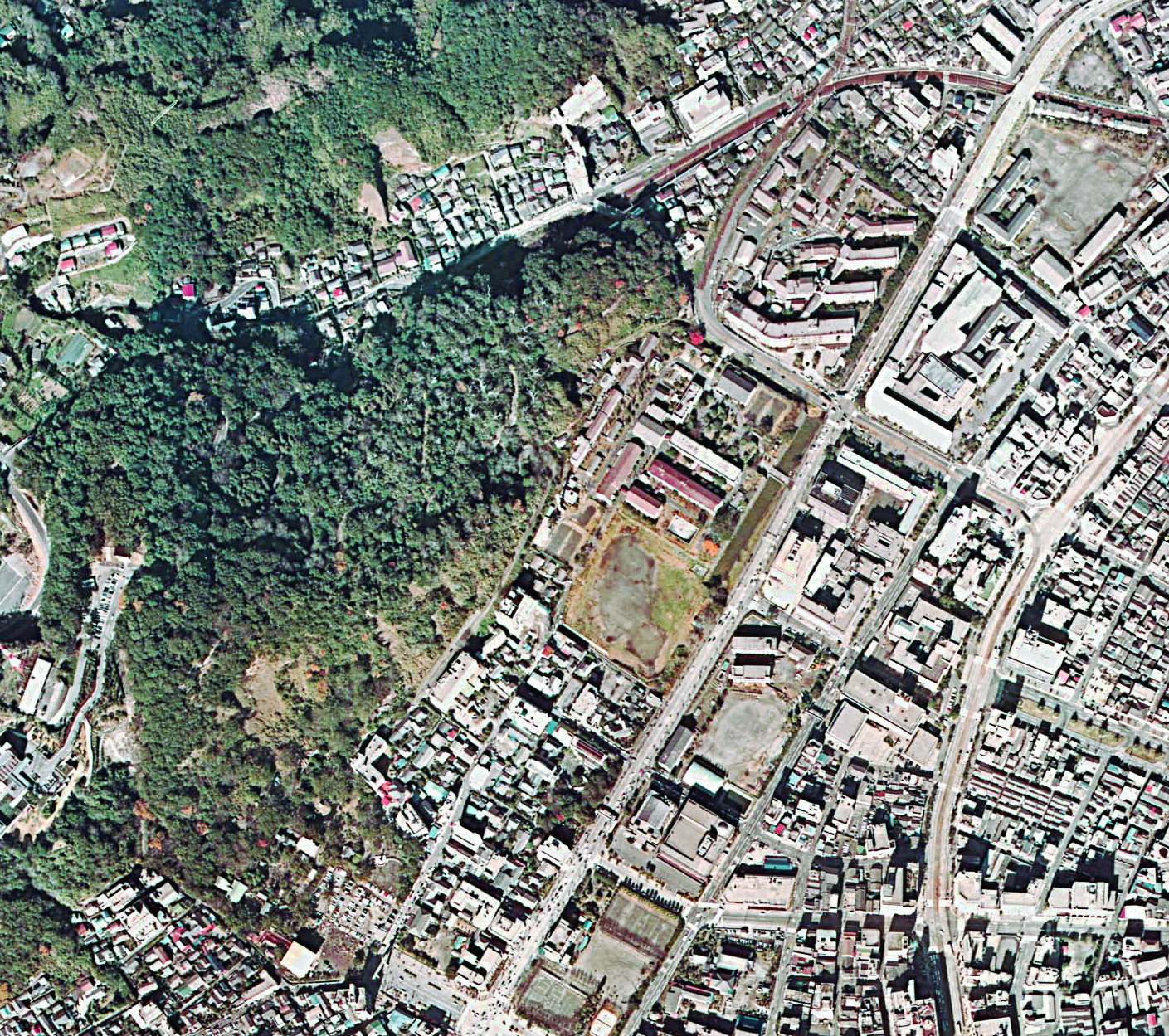
鹿兒島城空中攝影
（1974年）

1601年由島津忠恒（家久）開始進行築城計劃。在此之前島津家在關原之戰中敗陣，父親島津義弘負上全責。由忠恒成為新的當主。開始建造取代內城的鶴丸城，1604年築城完畢。
忠恒的父親義弘認為海岸附近築城是有問題，在建成前一直反對築城計劃。鹿兒島城在1693年被燒毀。1874年再被燒毀，自此再無重建。現在建築為大手門及石橋。

## 關連項目
- 西南戰爭

## 外部連結
- 鹿兒島城挖掘調查
- 鹿兒島城
- OpenStreetMap上有關3089086539  鹿兒島城的地理